# 开城站
开城站（朝鲜语：／ Kaesŏng-yŏk */?）是位于朝鮮民主主義人民共和國开城特别市的一個鐵路車站。1906年4月3日隨京義線通車啟用。朝鲜战争结束后，成为平釜线的运营终点站。

## 概要
目前只有一条线路，即平釜线，穿过该站，列车主要开往平壤站和新义州青年站，但自2008年以来就没有定期客运服务。
作为南北铁道连结事业的一部分，从本站经板门站至汶山站的区间于2003年6月14日竣工。重新连接的区间于2007年5月17日进行了试运行，但至今本站与汶山之间尚未运行定期列车。

## 车站构造
地面站。日治时期曾有一座西式的平层砖结构车站大楼（1919年竣工），但在朝鲜战争期间被毁。战争结束后，朝鲜铁道省建造了一座水泥站房，但随着京义线的重新连接，作为韩国阳光政策的一部分，2003年建造了一座新的现代化站房。

## 车站附近

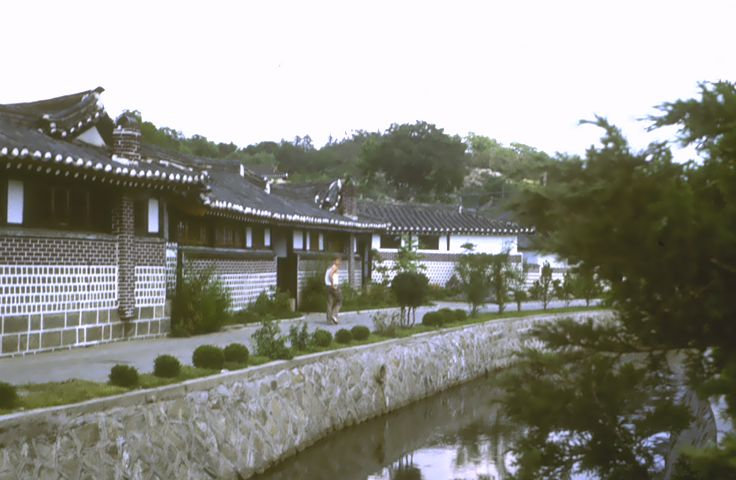
开城古城区民俗旅館

- 开城南大门
- 子男山金日成铜像
- 王建王陵

## 邻近车站
开丰站 - 开城站 - 孙河站